# Neurey-lès-la-Demie
Neurey-lès-la-Demie è un comune francese di 347 abitanti situato nel dipartimento dell'Alta Saona nella regione della Borgogna-Franca Contea.

## Società

### Evoluzione demografica
Abitanti censiti